# Situla multitentaculata
Situla multitentaculata är en sjöpungsart som beskrevs av Vera Mikhaylovna Vinogradova 1975. Situla multitentaculata ingår i släktet Situla och familjen Octacnemidae.
Artens utbredningsområde är Södra Ishavet. Inga underarter finns listade i Catalogue of Life.